# Washington (Schiff, 1921)
Die Washington (Kennung: BB-47) war ein nicht fertiggestelltes Schlachtschiff der Colorado-Klasse der United States Navy und wurde nach dem US-amerikanischen Bundesstaat Washington benannt.
Ihre Kiellegung fand am 30. Juni 1919 in Camden (New Jersey) bei der New York Shipbuilding Corporation statt. Sie lief am 1. September 1921 vom Stapel. Taufpatin war Miss Jean Summers, die Tochter des Kongressabgeordneten John W. Summers, der den Bundesstaat Washington vertrat.

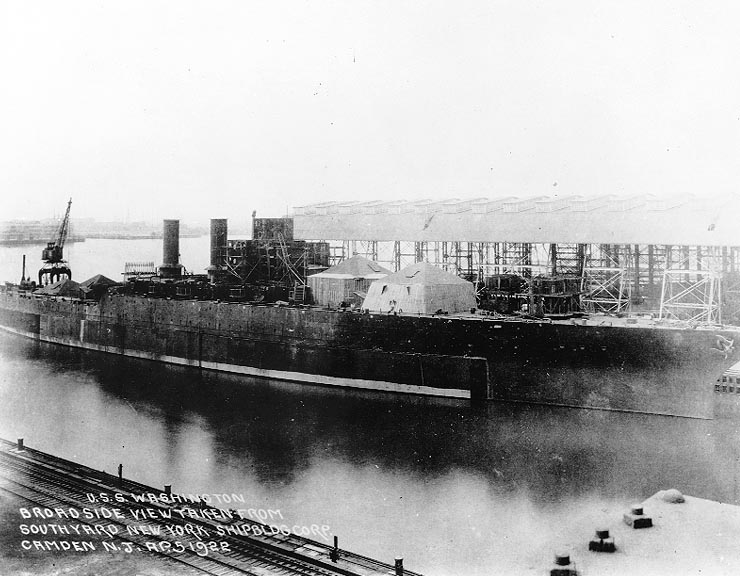
Die Washington als unfertiger Schiffstorso (1922)

Aufgrund der Rüstungsbegrenzung des Washingtoner Flottenabkommens durfte die Washington nicht mehr fertig gebaut werden und die Arbeiten an dem schon zu 75,9 % fertigen Schiff mussten eingestellt werden.
Um Erkenntnisse für eine evtl. Verbesserung ihrer drei Schwesterschiffe zu gewinnen, wurde der unfertige Schiffstorso als Zielobjekt für Waffentests eingesetzt. Sie sank aufgrund eines Beschusses am 26. November 1924.